# جزيرة عيباد
جزيرة عيباد (بالصومالية: Jaziirada Ceebaad)‏ هي ثاني أكبر الجزر الستة في أرخبيل زيلع في زيلع وبها منارة. وهي جزيرة منخفضة ورملية بها شجيرات يبلغ طولها حوالي 1.75 ميلًا وعرضها حوالي 0.55 ميلًا. وهي محاطة في الغالب بالشعاب المرجانية. تبلغ مساحة الجزيرة 1.58 كيلومتراً مربعاً 158 هكتاراً، وتقع على بعد 1.9 كيلومتراً شمال جزر سعد الدين زنكي، وتبعد حوالي 21 كيلومتراً شرق حدود جيبوتي.